# 怀疑派化学家
出版于1661年的《怀疑派化学家》，作者是英国化学家罗伯特·波义耳（Robert Boyle，1627-1691）。本书是现代实验科学的里程碑。

## 引用和注释
1. 原文如此